# 愉城 (選區)
愉城（英語：Yue Shing，代號：R05）是香港沙田區議會下轄的選區，1994年設立，2023年取消，末任區議員為沙田區政成員石威廉。

## 範圍
選區位於城門東，由沙田第一城第32至52座，以及晴碧花園和愉田苑組成，與其相連的選區有第一城、王屋與及愉欣。投票站原先設於五旬節林漢光中學，2019年該校在投票日前兩天舉行開放日（後取消），而未能借出場地，投票站改設於聖公會林裘謀中學。

## 沿革
沙田第一城於1980年代陸續落成，人口逐漸增加，所屬選區由1982年區議會選舉的小瀝源雙議席選區（包括當時未被發展的馬鞍山、小瀝源）、1985年區議會選舉及1988年區議會選舉的城門東雙議席選區（當中馬鞍山1988年設立為一區），至1991年區議會選舉分拆出王屋、廣源兩個選區後所設立的城門雙議席選區（包括人口較少的石門）。
1993年港督彭定康推行政改方案改革區議會，取消所有委任議席及雙議席選區，全面實行單議席單票制，並改由選區分界及選舉事務委員會制定，區議會選區數目亦隨人口變動而大幅增加，沙田第一城分劃到兩個選區，愉城選區是當時新增的選區之一，由沙田第一城第32至52座，以及晴碧花園和愉田苑組成，而沙田第一城第1至31座則劃入第一城選區。
1994年區議會選舉，港同盟匯點推薦的劉帶生成功當選本區議員；此後成為民主黨成員的劉帶生於1999年及2003年區議會選舉擊敗當時的公民力量成員黃嘉榮當選連任。
2007年區議會選舉，民主黨成員劉帶生爭取連任，上屆參選此區落敗的前公民力量成員黃嘉榮則轉戰第一城選區，公民力量則改派梁家輝挑戰劉帶生，最終梁擊敗劉當選。連同黃嘉榮於第一城選區成功當選，建制派一口氣攻陷第一城兩個議席，泛民主派亦失去了第一城的橋頭堡。其後劉帶生及其兒子碧湖區議員劉偉倫一同投奔建制派，加入經濟動力。
2011年區議會選舉，人口估算約15,197人，其中有7,987位選民，議席由公民黨成員錢偉健，經濟動力成員劉帶生及公民力量成員梁家輝爭奪，最終梁家輝以2,455票勝出。2014年2月12日，新民黨與公民力量結盟，梁家輝亦跟隨加入。
2015年區議會選舉，當時人口約15,363人，其中8,343位選民，梁家輝在無競爭對手情況下自動當選連任。
2019年區議會選舉，梁家輝爭取連任，遇上於2017年起開始服務此選區的王屋區議員黎梓恩助理石威廉挑戰。而曾發起「號召各界攜帶大型樂器搭東鐵」行動的中樂導師龍文慧，亦曾於2019年中旬起開始服務此選區並表示有意參選，而龍更獲網台「城寨」創辦人兼主持劉細良支持。經戴耀廷教授介入協商後，石與龍均在提名期展開期間參與民主派初選，以決定誰能代表民主派出選此選區；最終石以497對57的壓倒性票數，在初選中擊敗龍，成為參選此選區的民主派代表，結果石威廉以4,406票多於梁家輝的2,668票而當選。2021年10月，政府當局不信納石威廉符合擁護基本法及效忠特區的法定要求和條件，裁定宣誓無效，取消石的區議員資格，並停止其參選權五年。

## 歷屆議員
| 屆別                  | 議員   | 政治聯繫 | 政治聯繫                  |
| --------------------- | ------ | -------- | ------------------------- |
| 1994年－1999年        | 劉帶生 |          | 民主黨                    |
| 2000年－2003年        | 劉帶生 |          | 民主黨                    |
| 2004年－2007年        | 劉帶生 |          | 民主黨                    |
| 2008年－2011年        | 梁家輝 |          | 公民力量→ 新民黨/公民力量 |
| 2012年－2015年        | 梁家輝 |          | 公民力量→ 新民黨/公民力量 |
| 2016年－2019年        | 梁家輝 |          | 公民力量→ 新民黨/公民力量 |
| 2020年－2021年10月7日 | 石威廉 |          | 沙田區政                  |
| 2021年10月8日－2023年 | 懸空   | 懸空     | 懸空                      |

## 歷屆選舉結果
| 政党   | 政党            | 候选人    | 票数  | %     | ±      |
| ------ | --------------- | --------- | ----- | ----- | ------ |
|        | 沙田區政        | ①. 石威廉 | 4,406 | 62.28 | 不適用 |
|        | 新民黨/公民力量 | ②. 梁家輝 | 2,668 | 37.72 | -29.62 |
| 多数票 | 多数票          | 多数票    | 1,738 | 24.57 | -22.39 |

| 政党 | 政党            | 候选人 | 票数     | %      | ±      |
| ---- | --------------- | ------ | -------- | ------ | ------ |
|      | 新民黨/公民力量 | 梁家輝 | 自動當選 | 不適用 | 不適用 |

| 政党   | 政党     | 候选人    | 票数  | %     | ±      |
| ------ | -------- | --------- | ----- | ----- | ------ |
|        | 公民黨   | ①. 錢偉健 | 743   | 20.38 | 不適用 |
|        | 經民聯   | ②. 劉帶生 | 448   | 12.29 | -29.89 |
|        | 公民力量 | ③. 梁家輝 | 2,455 | 67.33 | +9.52  |
| 多数票 | 多数票   | 多数票    | 1,712 | 46.96 | +31.32 |

| 政党   | 政党     | 候选人    | 票数  | %     | ±      |
| ------ | -------- | --------- | ----- | ----- | ------ |
|        | 公民力量 | ①. 梁家輝 | 1,760 | 57.82 | 不適用 |
|        | 民主黨   | ②. 劉帶生 | 1,284 | 42.18 | -12.68 |
| 多数票 | 多数票   | 多数票    | 476   | 15.64 | +5.91  |

| 政党   | 政党     | 候选人    | 票数  | %     | ±     |
| ------ | -------- | --------- | ----- | ----- | ----- |
|        | 民主黨   | ①. 劉帶生 | 1,635 | 54.87 | -1.05 |
|        | 公民力量 | ②. 黃嘉榮 | 1,345 | 45.13 | +1.05 |
| 多数票 | 多数票   | 多数票    | 290   | 9.73  | -2.10 |

| 政党   | 政党     | 候选人    | 票数  | %     | ±      |
| ------ | -------- | --------- | ----- | ----- | ------ |
|        | 公民力量 | ①. 黃嘉榮 | 995   | 44.09 | 不適用 |
|        | 民主黨   | ②. 劉帶生 | 1,262 | 55.91 | 不適用 |
| 多数票 | 多数票   | 多数票    | 267   | 11.83 |        |

| 政党   | 政党     | 候选人 | 票数  | %     | ± |
| ------ | -------- | ------ | ----- | ----- | - |
|        | 民主黨   | 劉帶生 | 1,056 | 46.30 |   |
|        | 公民力量 | 盧燕冰 | 772   | 33.84 |   |
|        | 獨立     | 屈伸   | 453   | 19.86 |   |
| 多数票 | 多数票   | 多数票 | 284   | 12.46 |   |